# Podkraj, Žalec
Podkraj je naselje v Občini Žalec.